# Jaspar Schmidt
Jaspar Schmidt, vollständig Jaspar Carl Ludwig Schmidt (* 13. April 1828 in Lübz; † 21. Februar 1895 in Wittenburg), war ein deutscher Verwaltungsjurist.

## Leben
Jaspar Schmidt stammte aus einer weitverzweigten Mecklenburger Pastoren- und Juristenfamilie und war der sechste Sohn des Pastors und Praepositus Jakob Christian Friedrich Schmidt. Er besuchte das Gymnasium Fridericianum Schwerin und studierte Rechtswissenschaften an den Universitäten Heidelberg und Leipzig und ab April 1850 an der Universität Rostock.
1853 trat er in den Dienst des Großherzogtums Mecklenburg-Schwerin und wurde Auditor beim Amt Toitenwinkel. 1855 wurde er zum Bürgermeister und Stadtrichter in Brüel bestellt. Im Jahr darauf wurde er Kirchen-Visitations-Sekretär und 1874 Staatsrat im Staatsministerium von Mecklenburg-Strelitz in Neustrelitz.
1877 kehrte er als juristischer Oberkirchenrat im Oberkirchenrat in Schwerin nach Mecklenburg-Schwerin zurück. 1879 ging er als erster Beamter mit dem Charakter eines Drosten zum Domanialamt Wittenburg-Walsmühlen-Zarrentin. Er gehörte dem Kuratorium der Ackerbauschule Zarrentin an und war Vorsitzender der Wegebesichtigungs-Behörde im Distrikt Wittenburg.
Jaspar Schmidt war verheiratet mit seiner Cousine Luise Schmidt (* 1825 in Altkalen), einer Tochter des Kirchenrats Joachim Schmidt. Sein gleichnamiger Sohn (1860–1907) ging ebenfalls in den mecklenburgischen Verwaltungsdienst und wurde Amtshauptmann in Waren. Der Oberkirchenrat Carl Schmidt war sein Neffe.